# Coleanthera myrtoides
Coleanthera myrtoides är en ljungväxtart som beskrevs av Stschegl.. Coleanthera myrtoides ingår i släktet Coleanthera, och familjen ljungväxter. Inga underarter finns listade i Catalogue of Life.